# 周啸天
周啸天（1948年5月—），号欣托，四川渠县人，四川大学教授，第六届鲁迅文学奖诗歌奖获得者。

## 生平
1977年毕业于西华师范大学数学系，1981年获安徽师范大学文学硕士学位。1982年起任教于四川师范大学中文系。1992年调任四川大学，任文学与新闻学院教授。

## 社会兼职
中华诗词学会副会长，四川省李白研究会副会长，安徽师范大学中国诗学中心研究员。

## 著作
- 《唐绝句史》（1987年，重庆出版社）
- 《诗词赏析七法》（1989年，四川文艺出版社）
- 《中国历代诗词精品鉴赏辞典》（1996年，国际文化出版公司）
- 《诗经导读》（1997年，四川教育出版社）
- 《史记全本导读》（1997年，四川辞书出版社）
- 《诗骚观止》（1998年，陕西教育出版社）
- 《绝句诗史》（1999年，巴蜀书社），2000年获四川省哲学社会科学优秀成果二等奖
- 《元明清名诗鉴赏》（2001年，四川人民出版社）
- 《中国名人快读》（2002年，四川人民出版社）
- 《中国名人故事》（2002年，四川人民出版社）
- 《古典诗词鉴赏方法》（2003年，四川人民出版社）
- 《先秦八代诗赋鉴赏》（2003年，四川人民出版社）
- 《隋唐五代诗词鉴赏》（2003年，四川人民出版社）
- 《宋元明清诗词曲鉴赏》（2003年，四川人民出版社）
- 《中国出了个邓小平》（2003年，四川人民出版社），获四川省五个一工程奖
- 《欣托居歌诗》（2005年，四川文艺出版社）
- 《唐宋绝句鉴赏辞典》（2009年，安徽文艺出版社）
- 《将进茶——周啸天诗词选》（2012年，天地出版社）
- 《周啸天谈艺录》（2012年，线装书局）

## 奖励
- 2010年：《诗刊》首届诗词大奖
- 2014年：第三届“华夏诗词奖”一等奖
- 2014年：第六届鲁迅文学奖[4]
- 2015年：“诗词中国”杰出贡献奖[5]